# William Attrill
William Dunbar „Willie“ Attrill (* März 1868 in Cowes, Isle of Wight; † 1939 in London) war ein britischer Cricket- und Fußballspieler, der vor allem in Frankreich aktiv war.

## Erfolge
William Attrill nahm als Mitglied einer Mannschaft, die hauptsächlich aus Exil-Briten bestand und durch die Union des sociétés françaises de sports athlétiques (USFSA) ausgewählt wurde, an einem Cricketspiel im Rahmen der Weltausstellung 1900 in Paris teil. Dort traf die Mannschaft auf die Devon & Somerset County Wanderers (D&SCW), die sich auf einer Club-Tour in Frankreich befanden. Die Mannschaft der Union des sociétés françaises de sports athlétiques wurde dabei als Frankreich bezeichnet, der Gegner als England. 1912 wurde die Partie nachträglich als Bestandteil der Olympischen Spiele 1900 klassifiziert. Mit 158 Runs setzte sich das englische Team durch, womit Attrills Mannschaft, zu der außerdem noch William Anderson, John Braid, W. Browning, Robert Horne, Timothée Jordan, Arthur MacEvoy, Douglas Robinson, H. F. Roques, Alfred Schneidau, Henry Terry und Philip Tomalin gehörten, die Silbermedaille erhielt. Attrill selbst, der in beiden Innings zum Einsatz kam, erzielte zwar keinen Run, dafür aber im ersten Innings zwei Wickets.
Ende der 19. Jahrhunderts gehörte Attrill zu den Pionieren des französischen Fußballs. Als Kapitän, Verteidiger und Mitgründer des Standard AC Paris war er 1893 für die Organisation der ersten internationalen Partie zwischen Frankreich und England mitverantwortlich, als Standard gegen den Marylebone FC spielte. Ein Jahr später führte er die Mannschaft zum Landesmeistertitel des Championnat de France der USFSA und verteidigte diesen auch 1895.